# LORD of VERMILION IV
『LORD of VERMILION IV』（ロード オブ ヴァーミリオン フォー）は、スクウェア・エニックスより発売されたアーケードゲーム。2017年7月13日稼働開始。
スクウェア・エニックスのトレーディングカードアーケードゲーム『ロード オブ ヴァーミリオンシリーズ』シリーズの一作であり、『LORD of VERMILION III』の続編に当たる。
2018年には、本作の世界観をベースとしたテレビアニメ『ロード オブ ヴァーミリオン 紅蓮の王』が放送された。
2019年3月20日に、同年3月28日を最終オンラインアップデートとし、それ以降のバージョンアップを行わず、Amusement ICも本作は非対応となることが発表された。
2019年8月31日をもって、ネットワークサービスが終了。以降、設置店舗ではオフライン稼働となる。

## ストーリー
舞台は2030年の東京。突如、東京近郊一帯の街が紅い霧に包まれ、高周波の共鳴音が観測された。その共鳴音を聞いたものは人、動物問わず意識を失い、東京は首都としての機能を失った。この現象を正体不明のウィルスと予測し、東京を封鎖。政府は一時的に大阪に移転した。
この『大共鳴』から6日後、意識を失っていた人々は何ごともなかったかのように目を覚まし、東京は徐々に街としての機能を取り戻していった。しかし、その日を境にさまざまな異常事件が起こり始め、人々はさらなる非日常へと浸食されていくこととなる。そんな中、血を秘めた力を解き放ち『英血の器』へと目覚めた者達は、器の力に引かれ、否応なしに出会いながらも心を通わせ、そして、命を削り合うといった過酷な運命の連環へと飲みこまれていく。

## 登場人物

### 聖マルディウス教会
神名千尋
声 - 梶裕貴
道明寺虎鉄
声 - 日野聡
柿原一心
声 - 東地宏樹
花島笙子
声 - 茅野愛衣
赤谷犬樹
声 - 森川智之
咲山小梅
声 - 悠木碧

### 鎮守国禍
真鶴椿
声 - 釘宮理恵
黒髪マリエ
声 - 小林ゆう
一条樹理亜
声 - 堀江由衣
十文字駿河
声 - 石田彰
原吹晶
声 - 佐藤利奈

### AVAL科学財団
白木優羽莉
声 - 福圓美里
葵順
声 - 諏訪部順一
カーク鏑木
声 - 三木眞一郎
水上晴
声 - 寺島拓篤
チユ
声 - 斎藤千和

### サブキャラクター
上水流愛
尾張郁郎
森園英子
風間夜刀
立風つばさ